# Катеринівка (Козятинський район)
Катери́нівка — колишнє селище в Україні, підпорядковувалося Вовчинецькій сільській раді Козятинського району Вінницької області.
Зняте з обліку рішенням Вінницької обласної ради від 17 липня 2012 року.

## Населення

### Мова
Розподіл населення за рідною мовою за даними перепису 2001 року:
| Мова       | Кількість | Відсоток |
| ---------- | --------- | -------- |
| українська | 144       | 100%     |